# Ghiblies
Ghiblies (ギブリーズ, Giburiizu) est un court-métrage d'animation comique de 12 minutes, diffusé sur NTV le 8 avril 2000, et accompagné d'un documentaire sur le Studio Ghibli. Il est réalisé par Yoshiyuki Momose, un collaborateur régulier d'Isao Takahata, et produit par Hiroyuki Watanabe. Le court métrage a connu une suite, Ghiblies Episode 2, sortie deux ans plus tard.

## Synopsis
Le film présente un aperçu des activités fictives du Studio Ghibli et de leurs employés.

## Fiche technique
- Titre : Ghiblies
- Réalisation : Yoshiyuki Momose
- Scénario : Yoshiyuki Momose
- Direction artistique : Noboru Yoshida
- Photographie : Atsushi Okui
- Montage : Takeshi Seyama
- Musique : Kenji Kawai
- Production : Hiroyuki Watanabe
- Société de production : Studio Ghibli
- Pays d'origine :  Japon
- Langue originale : japonais
- Format : couleur
- Genre : comédie, slapstick, tranche de vie
- Durée : 12 minutes
- Dates de sortie :
  - Japon : 8 avril 2000

## Distribution
- Arata Furuta : Oku-chan
- Kaoru Kobayashi : Toshi-chan
- Kōji Imada : Kome-chan
- Kyōka Suzuki : Yukari-san
- Masahiko Nishimura : Nonaka-kun
- Satoru Saitō : Toku-san
- Tomoe Shinohara : Hotaru-chan

## Production
Ghiblies est inspiré par Yoshifumi Kondō, alors directeur de l'animation du Studio Ghibli. Il a travaillé avec Hayao Miyazaki depuis les débuts de Ghibli, réalisant éventuellement Si tu tends l'oreille (耳をすませば, Mimi o sumaseba, 1995) mais décédé peu après Princesse Mononoké (もののけ姫, Mononoke hime, 1997). Il est l'auteur d'un manga gag composé de cinq cases publié dans le magazine Animage. Le manga est centré sur Nonaka-kun, un collaborateur du Studio Ghibli, en référence à Shinsuke Nonaka, l'un des vrais administrateurs du studio.
Le projet débute en 1999, dans le cadre d'une expérience à long terme visant à former une nouvelle génération d'animateurs pour le studio et à faire progresser l'animation. Le réalisateur, Yoshiyuki Momose, est l'un des deux réalisateurs qui ont travaillé sur Mes voisins les Yamada (ホーホケキョ となりの山田くん, Hōhokekyo tonari no Yamada-kun, 1999). Il est un collaborateur régulier d'Isao Takahata aux postes du storyboard et du layout. Dans les années 1990, il a travaillé pendant des années sur les techniques d'animation infographique au sein de Ghibli.
Ghiblies, d'une certaine manière, peut être considéré comme une extension des techniques qui seront finalement appliquées à Mes voisins les Yamadas. Une suite, Ghiblies Episode 2 (ギブリーズ episode2, Giburīzu episōdo tū), sort au cinéma en 2002, présentée aux côtés du Royaume des chats (猫の恩返し, Neko no ongaeshi, 2002).